# Договір про надання правової допомоги
Договір (Угода) про надання правової допомоги — домовленість, за якою адвокат здійснює захист, представництво або надає інші види правової допомоги клієнту, а клієнт зобов'язується оплатити надання правової допомоги.
Більш широке легальне визначення: Договір про надання правової допомоги — домовленість, за якою одна сторона (адвокат, адвокатське бюро, адвокатське об'єднання) зобов'язується здійснити захист, представництво або надати інші види правової допомоги другій стороні (клієнту) на умовах і в порядку, що визначені договором, а клієнт зобов'язується оплатити надання правової допомоги та фактичні витрати, необхідні для виконання договору.
Договір про надання правової допомоги є договором надання послуг у тій мірі, в якій правова допомога є послугою.
Адвокатська діяльність здійснюється на підставі договору про надання правової допомоги.
Договір про надання правової допомоги укладається в письмовій формі, крім випадків, передбачених законом та етикою.
В угоді про надання правової допомоги мають бути чітко і недвозначно визначені всі головні умови, на яких адвокат приймає доручення клієнта.
В угоді про надання правової допомоги мають бути визначені види передбачуваних фактичних витрат, пов'язаних з виконанням доручення (оплата роботи фахівців, чиї висновки запитуються адвокатом, транспортні витрати, оплата друкарських, копіювальних та інших технічних робіт, перекладу та нотаріального посвідчення документів, телефонних розмов, тощо).
Дія договору про надання правової допомоги припиняється його належним виконанням. Договір про надання правової допомоги може бути достроково припинений за взаємною згодою сторін або розірваний на вимогу однієї із сторін на умовах, передбачених договором.
Клієнт може в будь-який час і з будь-яких причин (або без їх пояснення) розірвати угоду з адвокатом в односторонньому порядку; адвокат не має права вчиняти тиск на клієнта у цьому питанні. Навпаки, адвокат може достроково (до завершення виконання доручення) розірвати угоду з клієнтом за сукупності умов, прямо передбачених етикою.
Окремим видом договору про надання правової допомоги є договір, що укладається Центром з надання безоплатної вторинної правової допомоги з адвокатом, який надає безоплатну вторинну правову допомогу на тимчасовій основі.
Забороняється укладати угоди т. зв. (лат.) Pactum de quota litis: за її умовами клієнт до остаточного розв'язання справи зобов'язується виплатити юристові частину від отриманого в результаті винесення рішення у цій же справі. Проте, ця норма прямо не поширюється на українську адвокатуру, так як Україна не є країною-учасницею Європейського Співтовариства.
У зв'язку зі змінами законодавства, адвокати-члени адвокатських об'єднань починаючи з 15 серпня 2013 року втрачають право на самостійне укладення із клієнтами договорів про надання правової допомоги. Після цієї дати стороною договору про надання правової допомоги може бути адвокатське об'єднання, а не адвокат-його учасник.